# Sergio Mosquera
Sergio Andrés Mosquera Zapata (Medellín, 9 febbraio 1994) è un calciatore colombiano, difensore del Millonarios.

## Carriera
Debutta nel campionato colombiano con la maglia dell'Envigado, formazione nella quale resta fino al 2016 (ottenendo in totale 42 presenze in campionato), quando si trasferisce al Deportes Tolima. Con la formazione di Ibagué, esordisce nelle competizioni continentali sudamericane, vincendo inoltre il suo primo titolo nazionale nel 2018.

## Palmarès

### Club

#### Competizioni nazionali
- Campionato colombiano: 1

Deportes Tolima: 2018-I